# Nadine Akkerman
Nadine Akkerman (née en 1978) est une professeure de littérature et de culture de l'époque moderne à l'université de Leyde aux Pays-Bas.  
Ses travaux publiés portent sur la vie et les lettres d'Élisabeth Stuart, reine de Bohême, et sur l'espionnage à l'époque moderne. Elle apporte une contribution importante aux études sur cette reine, la guerre de Trente Ans et les guerres des Trois Royaumes, en revisitant et en éditant des sources manuscrites et des lettres originales. 

## Biographie

### Origines
Nadine Akkerman naît en 1978 [réf. nécessaire].

### Études
Nadine Akkerman étudie la langue et la littérature anglaises à la Vrije Universiteit Amsterdam. Son doctorat de 2008 inclut l'étude des lettres d’Élisabeth Stuart, reine de Bohême. 

### Carrière

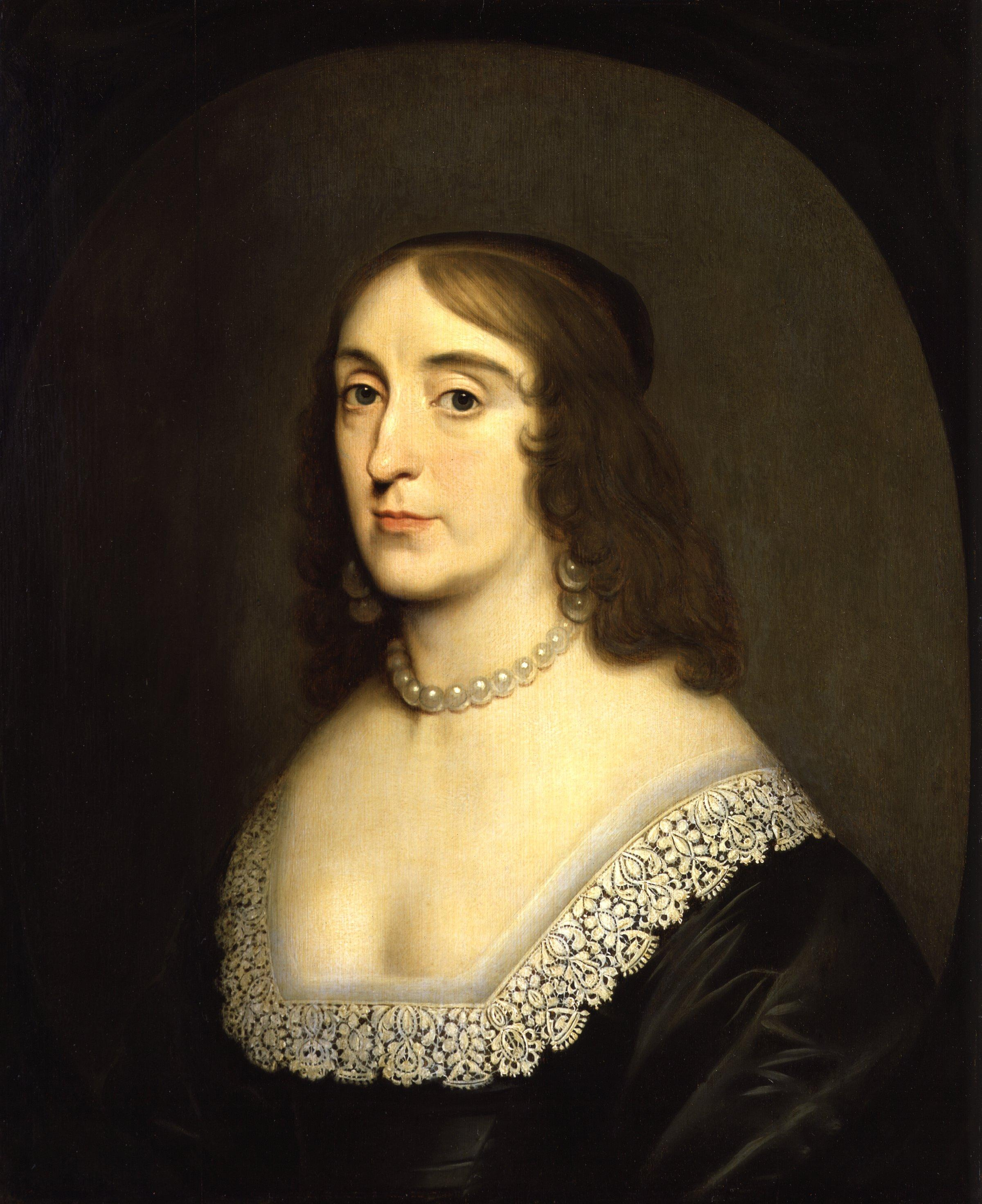
Élizabeth Stuart, reine de Bohème par Gerrit van Honthorst.

Nadine Akkerman est chercheuse invitée au All Souls College d'Oxford en 2018-2019, puis au Centre for Editing Lives and Letters et à l'université de Birmingham. 
En 2021, elle participe au projet international du Dutch Research Council (NWO), nommé Signed, Sealed, & Undelivered avec des chercheurs de différentes disciplines afin de mettre au point une technologie permettant de lire des lettres sans les ouvrir,. 
En juin 2022, Nadine Akkerman devient professeure de littérature et de culture de l'époque moderne à l'université de Leyde aux Pays-Bas. En 2023, elle est chercheuse invitée au Jesus College, Oxford, pour participer à l'Intellectual Forum annuel, Lisa Jardine Memorial Lecture.

### Thèmes de recherche
Elle contribue aux études sur Élisabeth Stuart, reine de Bohême, la guerre de Trente Ans et les guerres des Trois Royaumes, en revisitant et en éditant des sources manuscrites et des lettres originales,. Elle publie deux volumes de correspondances, réunissant 2 000 missives de la reine sont publiés et le troisième reste à paraître en 2028,. Cet ensemble « nous permet de retracer à la fois son vaste réseau d'hommes d'État, de diplomates, de mercenaires et de redevances, ainsi que sa transformation progressive de l'ingénue politique à une femme d'État indépendante et influente. ». Dans Invisible Agents elle s'intéresse aux personnages en vue ou modestes, au-dessus de tout soupçon, car « l'espion qui réussit est celui qui ne laisse aucune trace. »,.
L'ouvrage Spycraft : tricks and tools of the dangerous trade from Elizabeth I to the restoration (en) publié avec Pete Langman,, est classé par History Today et The Economist parmi les livres de l'année 2024,.

## Distinctions
- 2009 : prix Studieprijs Stichting Praemium Erasmianum, un prix national récompensant l'obtention d'un doctorat novateur dans le domaine des sciences humaines, des sciences sociales ou des sciences du comportement[15].
- 2018 : prix Ammodo Science[16] de l'Académie royale néerlandaise des arts et des sciences.
- 2021 : Prix du Dr Henrik Muller (en) pour son travail[17].

## Publications
- (en) avec Pete Langman, Spycraft : tricks and tools of the dangerous trade from Elizabeth I to the restoration, Yale University Press, 2024, 348 p. (ISBN 978-0-300-26754-9 et 0300267541, OCLC 1439062632, lire en ligne)[18].
- (en) Elizabeth Stuart, queen of hearts, Oxford University Press, 2021, 581 p. (ISBN 978-0-19-966830-4 et 978-0-19-164528-0, OCLC 1233164453, lire en ligne)[19],[20],[21],[22].
- (en) Jana Dambrogio, Amanda Ghassaei, Daniel Starza Smith, Holly Jackson et Nadine Akkerman, « Unlocking history through automated virtual unfolding of sealed documents imaged by X-ray microtomography », Nature Communications, vol. 12, no 1,‎ 2 mars 2021 (ISSN 2041-1723, PMID 33654094, PMCID PMC7925573, DOI 10.1038/s41467-021-21326-w, lire en ligne, consulté le 20 janvier 2025)
- (en) Nadine Akkerman, Invisible agents : women and espionage in seventeenth-century Britain, Oxford University Press, 2020, 264 p. (ISBN 978-0-19-884942-1 et 0198849427, OCLC 1145988008, lire en ligne)[23],[24].
- (en) Courtly rivals in The Hague: Elizabeth Stuart, 1596 - 1662, & Amalia von Solms, 1602 - 1675 ; [corresponding exhibition in the Historical Museum of The Hague], VanSpijk/Rekafa Publishers, 2014 (ISBN 978-90-6216-790-6 et 906216790X, OCLC 893407605, lire en ligne).
- (en) avec Birgit Houben (éd.), The Goddess of the Household : The Masquing Politics of Lucy Harington-Russell, Countess of Bedford dans The politics of female households: ladies-in-waiting across early modern Europe, Brill, coll. « Rulers & elites : comparative studies in governance / 4 » (no 4), 2014 (ISBN 978-90-04-23606-6 et 9004236066, OCLC 878062464, BNF 43882386, lire en ligne).
- (en) Elizabeth Stuart, Nadine Akkerman, Lisa Jardine et Steve Murdoch, The correspondence of Elizabeth Stuart, Queen of Bohemia, vol. I, Oxford University Press, 2015, 996 p. (ISBN 978-0-19-955107-1 et 978-0-19-955108-8, OCLC 940932978, BNF 44527106, lire en ligne).
- (en) Elizabeth, Nadine Akkerman, Lisa Jardine et Steve Murdoch, The correspondence of Elizabeth Stuart, Queen of Bohemia, vol. II, Oxford University Press, 2011, 1201 p. (ISBN 978-0-19-955107-1 et 978-0-19-955108-8, OCLC 754151352, lire en ligne).
- (en) The Correspondence of Elizabeth Stuart, Queen of Bohemia, Vol. III: 1643–1662, ed. Nadine Akkerman (Oxford: Oxford University Press, À paraître).

## Audiovisuel
- 2022 : Het verhaal van Nederland, conseil historique, épisode 1, 2024[25].